# ジョード・カリム
ジョード・カリム（ドイツ語：Jawed Karim, ベンガル語：জাওয়েদ করিম, 1979年10月28日 - ）は、アメリカ合衆国のソフトウェアエンジニア、起業家。YouTubeの3人の創立者の一人。バングラデシュ人とドイツ人の血を引く。世界で最初のYouTube第一発案者及び発起人張本人兼YouTube社創業者である。また、YouTube史上最初に動画を投稿した人物でもある。

## 来歴
母親はドイツ人でミネソタ大学の生化学の助教授。父親はバングラデシュ人で3Mの研究者。東ドイツのメルゼブルクに生まれ、1982年に西ドイツに移住。1992年に家族でアメリカに移住する。Central High School卒業後、イリノイ大学アーバナ・シャンペーン校に通う。2000年に大学を去りPayPal社へ入社するものの、演習は続け2004年にコンピュータサイエンスの学士号を取得した。
PayPal社では、後に一緒にYouTubeを立ち上げることになるチャド・ハーリーとスティーブ・チェンに出会う。彼らは2005年の初めにPayPal社を退社し新事業の立ち上げを計画、同年2月にYouTube社を設立した。また、彼はYouTubeで最初の動画となる「ミー・アット・ザ・ズー」を投稿している。

### YouTube 設立後
YouTube立ち上げ後は会社運営から身を引き、以後は無給の非公式なアドバイザー役を務める。その後、スタンフォード大学のコンピュータサイエンスの修士課程に入学した。
2006年10月、イリノイ大学にてYouTube: From Concept to Hyper-growthと題されたYouTubeの設立の経緯についての講演を行った。また2007年5月には同大学の卒業式のスピーチに招かれる。
2008年3月には大学生の起業を援助することを目的としたベンチャー基金・Youniversity Venturesを設立した。